# Arterie sacrali laterali
Le arterie sacrali laterali (o mediali) sono in genere due per lato e originano dal tronco posteriore dell'arteria iliaca interna.
Il ramo superiore entra nel 1° e 2° foro sacrale anteriore e subito si divide in un ramo spinale laterale, che segue il decorso del rispettivo nervo spinale, e in un ramo muscolo-cutaneo che esce dal 1° foro sacrale posteriore per irrorare i muscoli della doccia sacrale, come i muscoli delle docce vertebrali, quali il multifido.
Il ramo inferiore scende ventralmente seguendo il decorso nel nervo sacrale ventrale, si anastomizza con il controlaterale e con l'arteria sacrale mediana; fornisce rami spinali e termina a livello dell'articolazione sacro-coccigea.
Le arterie sacrali laterali prendono rapporto postero-lateralmente con il muscolo piriforme e anteriormente con il retto.